# Gordon D. W. Murray
Gordon D. W. Murray (* 1894; † 1976) war ein kanadischer Chirurg. Er war einer der Pioniere der künstlichen Niere. Er baute die erste erfolgreich an Patienten erprobte künstliche Niere in Nordamerika.

## Leben
Murray studierte ab 1914 Medizin, unterbrochen vom Wehrdienst im Ersten Weltkrieg. 1921 machte er seinen Abschluss an der University of Toronto und ging dann für seine chirurgische Ausbildung nach London. Er war an verschiedenen Londoner Krankenhäusern und wurde 1926 Fellow des Royal College of Surgeons. Danach kehrte er nach Nordamerika zurück und wurde bald darauf Chirurg am Toronto General Hospital. Ab den 1940er Jahren baute er verschiedene Prototypen von künstlichen Nieren, die erste 1945/46, die zweite 1952/53. Er arbeitete unabhängig von Willem Kolff in den Niederlanden und Nils Alwall in Schweden etwa um die gleiche Zeit. Die Maschine wurde 1946 erfolgreich an Patienten erprobt, sie wurde auch von der Presse gewürdigt und Murray hielt Vorträge darüber auf einem Chirurgenkongress in Chicago 1947 und in London 1949. Mangelnde Akzeptanz und Unterstützung unter Kollegen führten aber dazu, dass dies in Toronto nicht weiterverfolgt wurde. Murray selbst sah sich in erster Linie als Herzchirurg. Als bei der zweiten verbesserten Dialysemaschine von 1952/53, die er zusammen mit Walter Roschlau entwickelt hatte und die durchaus erfolgreich an Patienten erprobt war, ein angeheuerter deutscher Assistent bei seiner Rückkehr nach Deutschland die Erfindung als seine eigene ausgab, verlor Murray alles Interesse und wandte sich ganz von dieser Forschung ab. Für die künstliche Niere setzte sich der Entwurf von Kolff durch, in den USA unterstützt von Chirurgen am Peter Bent Brigham Hospital.
Er entwickelte auch neue Methoden in der Herz-Chirurgie. So demonstrierte er 1954 tierexperimentell Anastomosen zwischen Systemarterien und Koronararterien. Er schuf 1947 auch die Grundlagen für die später klinisch angewandte Exzision von Infarktbezirken an den Herzkammern. Murray testete mit Charles Best Heparin in der klinischen Anwendung.
1964 erhielt er den Canada Gairdner International Award.

## Schriften
- Medicine in the Making, The Ryerson Press, Toronto 1960
- Quest in Medicine, The Ryerson Press, Toronto 1963
- mit E. Delorme, N. Thomas: Development of an artificial kidney, Arch Surg., Band 55, 1947, S. 505–522
- mit E. Delorme, N. Thomas: Artificial kidney, Journal of the American Medical Association, Band 137, 1948, S. 1596–1599
- mit E. Delorme, H. Thomas: Artificial kidney, British Medical Journal, Band 2, 1949, S. 887–891